# Werner Coninx Stiftung
Die Werner Coninx Stiftung ist eine Stiftung mit Sitz in Zürich, welche die Kunstsammlung von Werner Coninx (1911–1980) verwaltet und der Öffentlichkeit zugänglich macht. Die Sammlung beinhaltet rund 13'500 Werke und gehört zu den umfangreichsten Sammlungen der Schweiz. Sie ist mit Dauerleihgaben in verschiedenen Schweizer Museen vertreten.

## Gründung und Geschichte
Die Stiftung wurde 1973 von Werner Coninx errichtet. Sie untersteht der Bundesaufsicht und wird von einem dreiköpfigen Stiftungsrat geführt.

### Stifter
Der Stifter Werner Coninx wuchs als eines von drei Kindern in der elterlichen Villa an der Heuelstrasse 32 in Zürich auf, die später auch sein Wohnsitz bleiben sollte. Sein Vater, Otto Coninx-Girardet (1871–1956), war Gründer der Tages-Anzeiger AG (später Tamedia AG). Von seiner Mutter, Berta Coninx-Girardet (1884–1966), sind 1931 und 1951 Berichte über Afrikareisen erschienen, auf welchen sie fotografierte und volkskundliche Stücke sammelte. Während der jüngere Bruder, Otto Coninx-Wettstein (1915–2001), als Verlagsleiter in die Fussstapfen des Vaters trat, widmete Werner Coninx sein Leben der Kunst und betätigte sich als Kunstmaler, Kunstsammler und Mäzen. Die ältere Schwester, Irmgard, wurde Kunstmalerin.
Max Frisch, einstiger Schulkamerad von Werner Coninx, schilderte diesen in der autobiografischen Erzählung Montauk von 1975 als überlegene Persönlichkeit, nicht nur aufgrund seiner finanziellen Möglichkeiten, sondern auch wegen seiner Intelligenz und seinen literarischen und philosophischen Kenntnissen. Frisch stellte ihn allerdings auch einsam und häufig «in wirklicher Verzweiflung» dar.
Nach abgebrochenen Medizin- und Philosophiestudien nahm Coninx Bildhauer- und Malunterricht bei Hedwig Braus sowie bei Walter Jonas und Henry Wabel.
Werner Coninx hatte zwei Kinder, Rena Maya und Severin Coninx. Er lebte in Zürich und von 1943 bis 1946 in Chailly-sur-Lausanne. In dieser Zeit kam er in regen Kontakt mit der Westschweizer Kunstszene, im Besonderen mit René Auberjonois.
Selbst künstlerisch tätig, unterstützte Coninx schon früh andere Maler und Freunde. Daraus entwickelte sich die leidenschaftliche Idee einer universellen Sammlung als Spiegel der Menschheits- und Kulturgeschichte. Der Tod seines Vaters 1956 und das damit verbundene Erbe gaben ihm grösseren finanziellen Spielraum, was ihm erlaubte, seine Aktivität als Sammler zu intensivieren. Er tätigte Ankäufe direkt von Künstlern sowie über verschiedene Auktionshäuser, Galerien und Private.
Im Alter von 62 Jahren hatte Werner Coninx rund 14’500 Kunstobjekte zusammengetragen. Diese brachte er in die Werner Coninx Stiftung ein, die er am 17. Dezember 1973 errichtete.

### Sammlung
Werner Coninx trug seine Sammlung von 1945 bis zu seinem Lebensende 1980 zusammen. Er nahm neben Grafik und Gemälden, hauptsächlich von Schweizer Malern des 19. und 20. Jahrhunderts, Kunstwerke aus fast allen Kontinenten und verschiedenen Epochen auf – von afrikanischen Figuren und Stoffen, ägyptischen und griechischen Objekten über japanische Farbholzschnitte bis zu russischen Ikonen und mittelalterlichen Skulpturen. Spezielle Kennerschaft bewies Werner Coninx beim Erwerb buddhistischer und hinduistischer Skulpturen.
Die Sammlung umfasst vier Hauptschwerpunkte:
- Figurative Schweizer Kunst 1850–1950,[9] u. a. von Cuno Amiet, René Auberjonois, François Barraud, Maurice Barraud, Alexandre Blanchet, Ignaz Epper, Augusto Giacometti, Giovanni Giacometti, Eduard Gubler, Ferdinand Hodler, Otto Morach und Johann Robert Schürch
- Grafik[10] der Künstlergruppe „Die Brücke“ und von Schweizer Expressionisten u. a. von Max Beckmann, Erich Heckel, Ernst Ludwig Kirchner, Paula Modersohn-Becker, Emil Nolde
- Französische Grafik,[11] u. a. von Pierre Bonnard, Edgar Degas, Auguste Renoir, Henri de Toulouse-Lautrec, Edouard Vuillard und Pablo Picasso
- Kunst und Kunsthandwerk aus der griechisch-römischen Antike[12] und aussereuropäische, im Besonderen buddhistische und hinduistische Kunst[13]

### Stiftungsrat
Zu Beginn präsidierte Werner Coninx die Stiftung selbst. Nach seinem Tod übernahm sein Anwalt und Willensvollstrecker Elio Fröhlich die Leitung. Die Kinder Rena Maya Coninx Supino und Severin Coninx unterstützten die Stiftung im Rahmen der Erbteilung finanziell und überliessen ihr 1983 das frühere Wohnhaus des Vaters. Im Stiftungsrat war die Familie aber nur noch mit einem Mitglied und bis 1988 repräsentiert. Es kam zu mehreren folgenschweren Entscheiden des Gremiums: 1988 wurde ein Teil der Liegenschaft verkauft und 1993 ein Reglement angenommen, das den Verkauf von Objekten aus der Sammlung ermöglichte. 1994 versuchten die Nachkommen des Stifters erfolglos, den Verkauf von rund 200 Sammlungsobjekten durch die Stiftung gerichtlich zu verhindern (Bundesgerichtsentscheid vom 20. März 1995 in der Sache 5A.19/1994). Ab 2009 wandten sich die Enkel von Werner Coninx mit kritischen Fragen an den Stiftungsrat. 2011 wurde publik, dass dieser die Stadtzürcher Liegenschaft verkaufen und mit der Sammlung nach Glarus umziehen wollte. Nach verschiedenen Vorstössen der Nachkommen und Interventionen bei der Aufsichtsbehörde trat 2014 der gesamte Stiftungsrat zurück und ein Sachwalter übernahm vorübergehend die Leitung.
Im Frühjahr 2016 verfügte die Aufsichtsbehörde die Einsetzung eines neuen Stiftungsrats. Seither setzt sich dieser zusammen aus dem Präsidenten Alexander Jolles, Rechtsanwalt, sowie den Mitgliedern Roger Fayet, Kunsthistoriker und Direktor des Schweizerischen Instituts für Kunstwissenschaft SIK-ISEA, und Lukas Gloor, Kunsthistoriker und Direktor der Stiftung Sammlung E. G. Bührle. 2024 trat Lukas Gloor als Stiftungsrat zurück und Linda Schädler, Leiterin Graphische Sammlung ETH Zürich, und Andrea Dorjee-Good wurden als neue Stiftungsrätinnen gewählt. Alexander Jolles gab das Amt als Präsident an Andrea Dorjee-Good weiter und trat 2025 aus dem Stiftungsrat aus. 

## Tätigkeiten und Perspektiven

### 1973 bis 2013 – Vom Wohnhaus zum Sammlermuseum
Im Zürcher Helmhaus wurde 1975 erstmals ein Teil der Sammlung öffentlich präsentiert. Die Ausstellung zur figurativen Schweizer Kunst aus der Werner Coninx Stiftung wurde kuratiert von Felix Baumann, damals neuer Direktor am Kunsthaus Zürich. Bislang war zwar von der Bedeutung und Grösse der Sammlung die Rede gewesen, es wusste aber kaum jemand Genaueres über den Bestand. Nicht einmal seinen Freunden soll Coninx die Sammlung gezeigt haben.
Nach dem gescheiterten Versuch, die Sammlung einer Zürcher Gemeinde am rechten Zürichseeufer anzuvertrauen, nahm der Stifter 1977 Abstand von dieser Idee.
Nach Werner Coninx’ Tod wurde in seinem ehemaligen Wohnhaus am Zürichberg das Coninx-Museum eingerichtet. Der Eröffnungsausstellung „René Auberjonois, Gemälde, Zeichnungen und Aquarelle“ von 1986 folgten bis 2011 insgesamt 13 weitere Ausstellungen. Die Leitung des Museums lag ab 1989 in den Händen von Stefan Aschwanden, später von Cynthia Gavranic und Angelika Affentranger-Kirchrath. Kunstschaffende wie Esther Eppstein, Beat Zoderer oder Rémy Markowitsch wirkten als Gastkuratoren. Während dieser Zeit gab das Museum mehrere Bestandes- und Ausstellungskataloge heraus.
Unter anderem wegen wiederholter aufwändiger Umbauten der Räumlichkeiten und mangels Erträgen geriet die Stiftung jedoch in immer grössere finanzielle Schwierigkeiten, sodass der Museumsbetrieb schliesslich eingestellt werden musste.

### Seit 2014 – Neuausrichtung und Leihgaben
Da es finanziell untragbar war, den Museumsbetrieb wieder aufzunehmen, veranlasste der Sachwalter in Abstimmung mit der Stiftungsaufsicht den Verkauf des Hauses an der Heuelstrasse. Dies versetzte die Stiftung in die Lage, die Erhaltung der Sammlung unter den gegebenen Bedingungen langfristig zu sichern.
Seit 2016 werden ihre Kernbestände als Dauerleihgaben mehreren Schweizer Museen zur Verfügung gestellt, so dem Aargauer Kunsthaus in Aarau, der Dätwyler Stiftung in Altdorf, dem Bündner Kunstmuseum in Chur, dem Museo Vicenzo Vela in Ligornetto, dem Musée d’art in Sion, dem Musée Jenisch in Vevey, dem Kunstmuseum Winterthur, der Archäologischen Sammlung der Universität Zürich, dem Kunsthaus Zürich sowie dem Museum Rietberg in Zürich und dem Kunsthaus Zug. Über diese etablierten Kunstinstitutionen erreichen die ausgeliehenen Kunstgüter ein wesentlich grösseres Publikum als bisher. Zudem gelangen sie damit in Kontext mit anderen Werken, was dazu beiträgt, das Interesse an der Sammlung langfristig aufrechtzuerhalten.
Die nicht in Museen aufbewahrten Werke verbleiben in der Obhut der Stiftung und werden regelmässig für temporäre Ausstellungen ausgeliehen und für Forschungszwecke zugänglich gemacht.
Mit dieser Strategie verfolgt der Stiftungsrat das Ziel, das kulturelle Vermächtnis des Stifters Werner Coninx dauerhaft lebendig zu erhalten.